# Ingemar Joelsson
Sven Ingemar Joelsson, född 5 februari 1930 i Uppsala, död 19 juli 2019 i Malmö, var en svensk professor i kvinnosjukdomar.
Han var son till kantorn och författaren Artur Joelsson och Karin Hedlund. Efter studentexamen 1948 studerade han medicin vid Uppsala universitet och blev medicine kandidat 1951 samt medicine licentiat 1955. Han var amanuens vid Uppsala universitets histologiska institution 1950–1951, han var vikarierande underläkare vid kirurgiska kliniken på Akademiska sjukhuset i Uppsala och Umeå lasarett 1953, vikarierande provinisalläkare inom Tegs och Bjurholms distrikt 1954 och vikarierande underläkare medicinkliniken på Umeå lasarett och Umeå epidemiologiska sjukhus 1955–1956. Han var en tid även vikarierande laboratorieläkare vid Kullbergska sjukhuset i Katrineholm.
Karriären fortsatte sedan i Stockholm, han tjänstgjorde vid anestesiavdelningen på Sabbatsbergs sjukhus och S:t Görans sjukhus 1956 och 1957 samt kvinnokliniken på Sabbatsbergs sjukhus 1956 och 1957. Han var underläkare vid kirurgiska kliniken 1958–1960 och från 1961 förste underläkare vid KK på Sabbatsbergs sjukhus. Under sin tid i Stockholm var han annars framförallt verksam vid Karolinska institutet och Karolinska sjukhuset. Han var inte bara läkare utan även lärare och forskare under denna period.
Så småningom blev han professor i kvinnosjukdomar (obstetrik och gynekologi) vid Umeå universitet och i denna tjänst ingick även chefskapet för kvinnokliniken vid Norrlands universitetssjukhus i Umeå. Dessa funktioner innehade han under 20 år varefter han bosatte sig i Skåne. Efter pensionen fortsatte han med föreläsningar om kvinnohälsa samt även om alternativa behandlingsmetoder, i såväl Sverige som utomlands.
Han var redaktör för Acta obstetricia et gynecologica Scandinavica, som är en nordisk tidskrift om obstetrik och gynekologi, under perioden 1977–1989.